# Caldereta de langosta

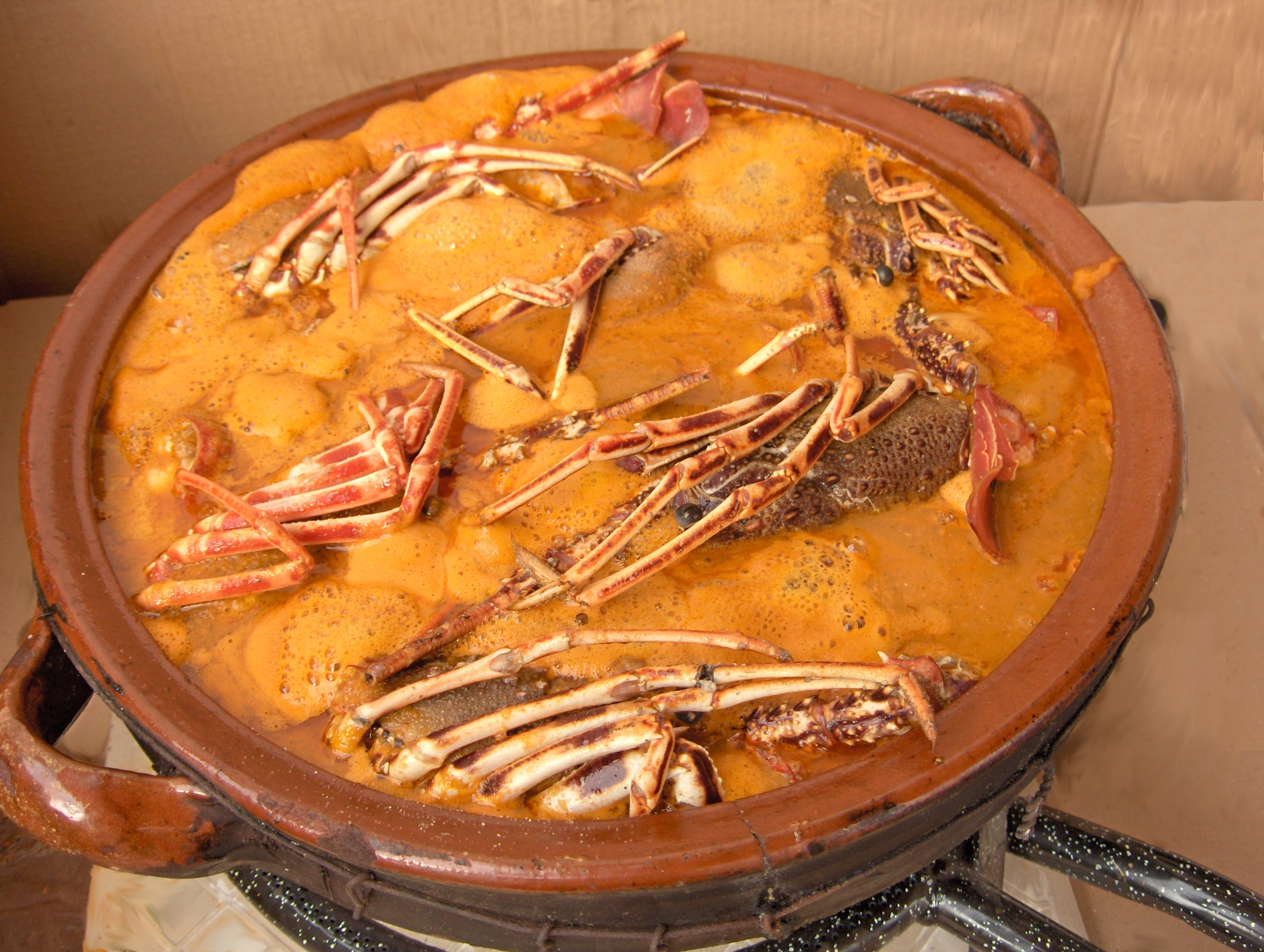
La caldera de llagosta, la plus représentative de la cuisine minorquine, inclut la langouste comme ingrédient de base.

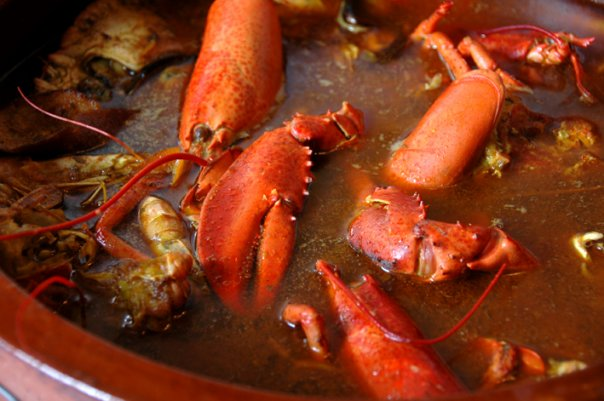
La caldera de llamàntol, moins emblématique, est une variante qui remplace la langouste par du homard.

Le terme de langue espagnole caldereta de langosta (en catalan caldereta de llagosta, en français « ragoût de langouste ») désigne un plat typique de l'île de Minorque. Dans le parler catalan autoctone de Minorque ce plat était à l'origine appelé caldera de llagosta, mais à partir des années 1960 commença à se populariser l'usage du diminutif caldereta à la place de caldera et, de nos jours, dans toute l'Espagne en incluant Minorque, l'usage de la forme caldereta est devenu dominant même si le mot d'origine caldera n'est toujours pas entièrement abandonné.
Qu'elle use de langouste ou de homard, la caldereta est un type de plat quelque peu similaire à la bouillabaisse française, mais les ingrédients diffèrent grandement pour la plupart. Aussi, les ragoûts de langouste ou de homards ne sont pas exclusivement espagnols ou catalans, il s'agit là de recettes qui se retrouvent dans différentes cuisines. Par exemple aux États-Unis l'on trouve une recette de ragoût de homard, lobster stew en anglais, typique de l'état du Maine, et qui inclut dans sa composition l'espèce de homard locale comme ingrédient principal (le homard américain).

## Variantes

### Espagne
En Espagne les deux principales variantes de ce plat sont définies selon l'ingrédient de base le constituant : la recette d'origine, et la plus populaire, appelée caldereta de langosta en espagnol et caldereta de llagosta en catalan, utilise la langouste commune comme ingrédient principal. La recette utilisant du homard à la place de la langouste est appelée caldereta de bogavante en espagnol et caldereta de llamàntol en catalan.
Il existe une grande variété de ragoûts de homard en Catalogne. Le plus célèbre est peut-être la caldereta de langosta. La langouste est ajoutée à un sofrito, des oignons, des tomates, de l'ail et du persil, puis bouilli et consommé avec de fines tranches de pain. C'est un plat typique de Minorque, et même la monarchie espagnole est connue pour se rendre à Minorque pour le déguster. Ce plat n'est disponible qu'au printemps et en été, car les homards et langoustes locaux sont protégés et ne peuvent être capturés qu'entre mars et août.
Une recette très similaire, qui comprend également du safran, des poivrons verts, du vin et du brandy, peut être appelée en espagnol langosta a la catalana. Une autre recette consiste en une sauce à base de sang de homard[pas clair] et de chocolat.

### Nouvelle-Angleterre
Le lobster stew (« ragoût de homard ») est peut-être le plat de homard le plus populaire dans le Maine, aux États-Unis. Il est similaire au New England clam chowder en ce sens qu'il est à base de lait. Contrairement à la plupart des plats de homard du Maine, il utilise de la chair de homard décortiquée. Les homards utilisés en cuisine au Maine, comme dans tous les États-Unis, appartiennent à l'espèce américaine, Homarus americanus. Il est très rare dans les différentes gastronomies du continent américain de trouver du homard européen (Homarus gammarus) destiné à la consommation humaine.